# Пехник, Торбен
Торбен Пехник (дат. Torben Piechnik; род. 21 мая 1963, Хеллеруп, Копенгаген) — датский футболист, чемпион Европы 1992 года.

## Карьера
Торбен родился в Хеллерупе и начал свою карьеру в столичном клубе «КБ», выступавшем в Первом дивизионе Чемпионата Дании. В 1988 году он перешёл в «Икаст», за который играл в течение следующих двух сезонов. В 1990 году он присоединился к «Б 1903», а в ноябре 1991 года получил свой первый вызов в сборную Дании. В составе сборной он выиграл Чемпионат Европы 1992 года, на который его команда попала в самый последний момент после того, как с розыгрыша в срочном порядке была снята сборная Югославии. Торбен начинал турнир в качестве запасного игрока, но травма Хенрика Андерсена в полуфинале позволила ему проявить себя на соревнованиях.
После окончания турнира он, вместе с большинством игроков «Б 1903», вошёл в состав «Копенгагена», клуба, который образовался путём слияния «Б 1903» и «БК Копенгаген». В сентябре 1992 года, проведя лишь семь игр за вновь созданный клуб, он перешёл в «Ливерпуль», который тогда тренировал Грэм Сунесс, став одним из первых иностранцев, выступавших в английской Премьер-Лиге (именно с сезона 1992/1993 Премьер-Лига сменила Первый Дивизион). Сунесс, который незадолго до этого расстался с целым рядом сильных футболистов «Ливерпуля», приобрёл защитника, только что ставшего чемпионом Европы, однако этот игрок оказался недостаточно хорош для того, чтобы выступать в Англии.
19 сентября 1992 года в дебютном матче Пехника за «Ливерпуль» против «Астон Виллы» на «Вилла Парк» «красные» оказались повержены со счётом 2:4, причём два гола в ворота своей бывшей команды забил экс-игрок «Ливерпуля» Дин Сондерс. Во многом этот результат стал следствием слабой игры Торбена. Он провёл в том сезоне ещё 15 матчей в лиге за «Ливерпуль» (23 во всех турнирах за сезон), но в следующем году появился на поле лишь раз. А когда в январе 1994 года Сунесса сменил Рой Эванс, стало окончательно понятно, что Пехник не сможет вернуть себе место в основе, и он попросил выставить его на трансфер.
Летом того же года Эванс продал Торбена в «Орхус». В 1996 году в составе этого клуба он выиграл кубок Дании и был вызван в сборную, которой предстояло защитить свой титул на Чемпионате Европы в Англии. После завершения неудачного для датчан турнира Пехник завершил международную карьеру, но ещё три года выступал за «Орхус».
В настоящее время он совмещает работу агента по недвижимости и массажиста, а также продолжает играть в Дании за команды ветеранов.

## Статистика

### Матчи Пехника за сборную Дании
| Матчи Пехника за сборную Дании | Матчи Пехника за сборную Дании | Матчи Пехника за сборную Дании | Матчи Пехника за сборную Дании | Матчи Пехника за сборную Дании | Матчи Пехника за сборную Дании |
| ------------------------------ | ------------------------------ | ------------------------------ | ------------------------------ | ------------------------------ | ------------------------------ |
| №                              | Дата                           | Соперник                       | Счёт                           | Голы Пехника                   | Соревнование                   |
| 1                              | 13 ноября 1991                 | Северная Ирландия              | 2:1                            | —                              | Чемпионат Европы 1992 (отбор)  |
| 2                              | 8 апреля 1992                  | Турция                         | 1:2                            | —                              | Товарищеский матч              |
| 3                              | 29 апреля 1992                 | Норвегия                       | 1:0                            | —                              | Товарищеский матч              |
| 4                              | 3 июня 1992                    | СНГ                            | 1:1                            | —                              | Товарищеский матч              |
| 5                              | 17 июня 1992                   | Франция                        | 2:1                            | —                              | Чемпионат Европы 1992          |
| 6                              | 22 июня 1992                   | Нидерланды                     | 2:2 (5:4 пен.)                 | —                              | Чемпионат Европы 1992          |
| 7                              | 26 июня 1992                   | Германия                       | 2:0                            | —                              | Чемпионат Европы 1992          |
| 8                              | 26 августа 1992                | Латвия                         | 0:0                            | —                              | Чемпионат мира 1994 (отбор)    |
| 9                              | 9 сентября 1992                | Германия                       | 1:2                            | —                              | Товарищеский матч              |
| 10                             | 23 сентября 1992               | Литва                          | 0:0                            | —                              | Чемпионат мира 1994 (отбор)    |
| 11                             | 14 октября 1992                | Ирландия                       | 0:0                            | —                              | Чемпионат мира 1994 (отбор)    |
| 12                             | 24 февраля 1993                | Аргентина                      | 1:1 (4:5 пен.)                 | —                              | Кубок Артемио Франки 1993      |
| 13                             | 11 октября 1995                | Испания                        | 1:1                            | —                              | Чемпионат Европы 1996 (отбор)  |
| 14                             | 2 июня 1996                    | Гана                           | 1:0                            | —                              | Товарищеский матч              |
| 15                             | 9 июня 1996                    | Португалия                     | 1:1                            | —                              | Чемпионат Европы 1996          |

Итого: 15 матчей / 0 голов; 5 побед, 6 ничьих, 4 поражения.

## Достижения
- Чемпион Европы (1992)
- Кубок Дании (1996)